# Sociedad Nacional de Industrias (Perú)
La Sociedad Nacional de Industrias (SNI), es una organización privada que agrupa al gremio del empresariado peruano de la industria manufacturera. 
El organismo fue impulsado por el expresidente Nicolás de Piérola. 
Fue fundada el 12 de junio de 1896. Tiene su sede central en Lima y sedes regionales en las ciudades de Arequipa, La Libertad, Junín, Cajamarca, Piura, Lambayeque, Ica, Loreto, Ucayali. 
Cuenta con 58 comités sectoriales relacionados con la industria de alimentos y bebidas, química, papel, telecomunicaciones,  industrial, metal, plásticos, textil y calzado, transporte entre otros.
El primer presidente fue Juan Revoredo.

## Presidentes
Los presidentes son elegidos por la asamblea de miembros.
- Juan Revoredo Cruces (1896-1899)
- Federico Pezet y Tirado (1899-1901)
- José Payán y Reyna (1901-1915)
- Gio Balta Isola (1915-1924)
- Ricardo Tizón y Bueno (1924-1925)
- Reginald Ashton (1925-1926)
- Ricardo Tizón y Bueno (1926-1929)
- Jesse Robert Wakeham (1929-1930)
- Agusto Maurer (1930-1949)
- Carlos Díaz-Ufano (1950-1958)
- Alfonso Montero Muelle (1958-1961)
- Pablo Carriquiry Maurer (1961-1963)
- Santiago Gerbolini Isola (1963-1965)
- Jorge Ferrand Inurritegui (1965-1967)
- Gonzalo Raffo Uzátegui (1967-1969)
- Eduardo Dibós Chappuis (1969-1970)
- Alfredo Ostoja Diminich (1970-1972)
- Raymundo Duharte Castre (1972-1973)
- Juan Tudela Bentín (1973-1977)
- José Antonio Aguirre Roca (1977-1979)
- Alfredo Ferrand (1979-1981)
- Ernesto Lanata Piaggio (1981-1983)
- Carlos Verme Katz (1983-1985)
- Miguel Vega Alvear (1985-1987)
- Gabriel Lanatta Piaggio (1987-1989)
- Salvador Majluf Poza (1989-1991)
- Luis Vega Monteferri (1991-1993)
- Ricardo Márquez Flores (1993-1994)
- Roberto Nesta Brero (1994-1995)
- Eduardo Farah Hayn (1995-1998)
- Emilio Navarro Castañeda (1998-2000)
- Manuel Guillén Yzaga Salazar (2000-2002)
- Roberto Nesta Brero (2002-2004)
- George Schofield Bonello (2004-2006)
- Eduardo Farah Hayn (2006-2009)
- Pedro Olaechea Álvarez-Calderón (2009-2012)
- Luis Salazar Steiger (2012-2015)
- Andreas von Wedemeyer Knigge (2015-2018)
- Ricardo Márquez Flores (2018-2022)
- Jesús Salazar Nishi (2022-2024)
- Felipe James Callao (2024-2026)